# Breakout (2013)
Breakout is een Canadese actiefilm uit 2013 onder een regie van Damian Lee. Hoofdrollen worden gespeeld door Rick Chad, Mary Eilts en Brendan Fraser.

## Verhaal
Jack Damson is een milieu-activist. Wanneer een grote firma plannen heeft om een bos te rooien, gaat hij met een groep mensen protesteren. Het komt tot een handgemeen waarbij een van de medewerkers van de firma ongelukkig ten val komt en sterft. Jack, die de klap gaf, wordt opgesloten in de gevangenis.
Jack was getrouwd met Maria en ze hebben twee kinderen: Jenny en Mikey. De kinderen gaan met een vriend van Jack, Chuck, op kampeertocht in de bossen. Psychopaat Tommy Baxter en zijn mentaal gehandicapte broer Kenny zijn ook in het bos en hebben er een buitenverblijfje gehuurd. Wanneer de eigenaar van dat huisje beweert dat de huur niet werd betaald, wordt hij door Tommy vermoord. Jenny en Mikey zijn hiervan getuigen waarop Kenny en Tommy een klopjacht op hen houden om ze te vermoorden. Nadat Jenny haar gsm verliest, wordt deze gevonden door Kenny. Hij belt naar Maria en herkent in haar zijn overleden moeder. Zo komt Maria te weten dat haar kinderen in gevaar zijn. Wanneer zij Jack inlicht, bedenkt hij een plan om uit de gevangenis te ontsnappen zodat hij zijn kinderen kan redden.